# Fleetwood (Pennsylvanie)
Pour les articles homonymes, voir Fleetwood.
Fleetwood est un borough situé au centre du comté de Berks, en Pennsylvanie, aux États-Unis,. En 2010, il comptait une population de 4 085 habitants. Il est incorporé le 4 octobre 1873.

## Démographie
Lors du recensement de 2010, le borough comptait une population de 4 085 habitants. Elle est estimée, le 1er juillet 2019, à 4 070 habitants.

### Source de la traduction
- (en) Cet article est partiellement ou en totalité issu de l’article de Wikipédia en anglais intitulé « Fleetwood, Pennsylvania » (voir la liste des auteurs).